# Casa del Báb

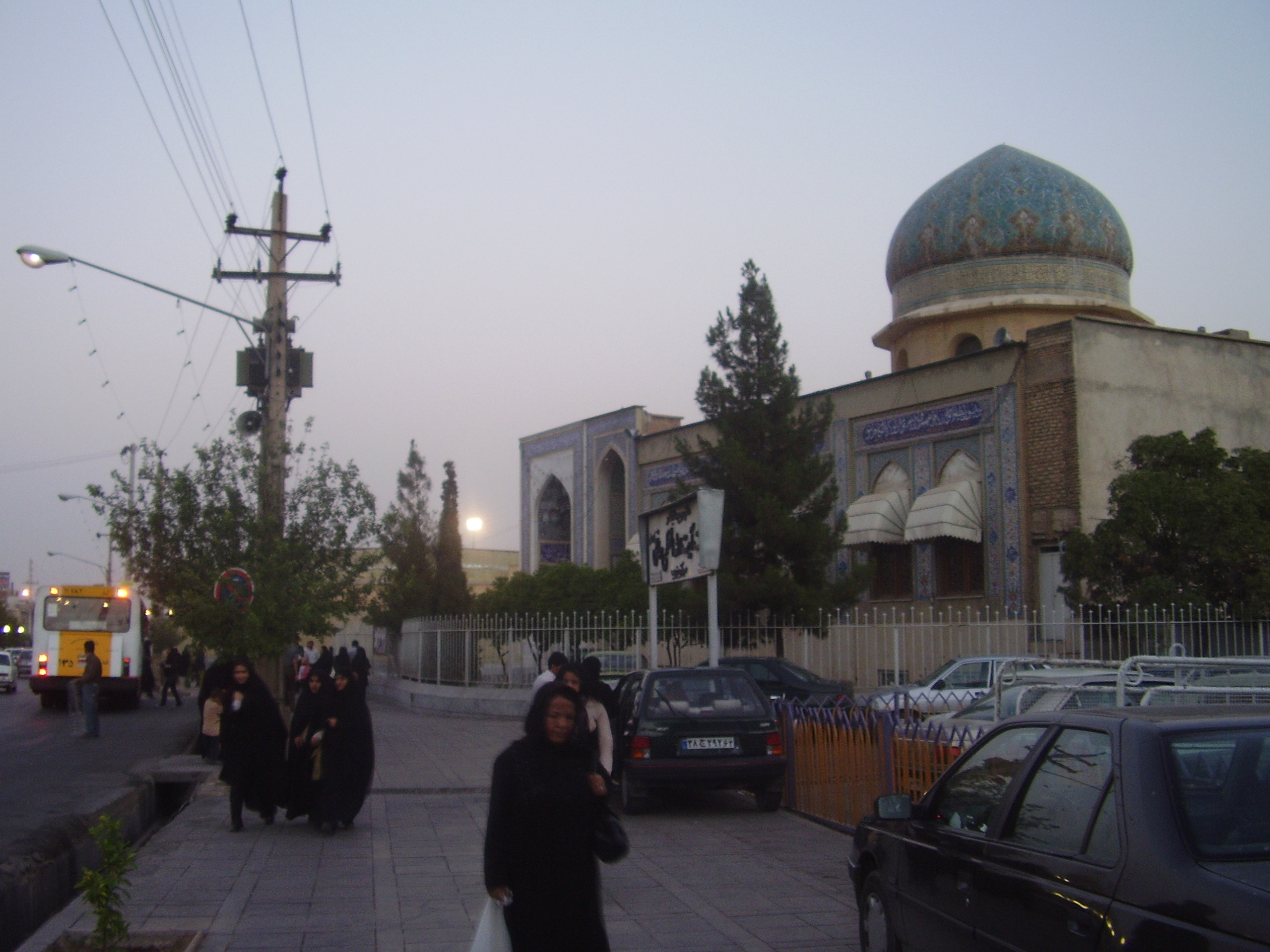
Il sito della Casa del Báb. Il palo della luce indica il posto dove il Báb rivelò di essere il Promesso.

La Casa del Báb, situata a Shiraz in Iran, è quella in cui visse prevalentemente il Báb e in cui lo stesso rivelò, il 23 maggio 1844, a Mullá Husayn di essere il Promesso, il possessore della conoscenza divina, e il profetizzato da Siyyid Kázim.

Nel 1942-43 la casa fu danneggiata dal fuoco appiccato da soggetti ostili alla Fede bahai, fondata da Bahá'u'lláh, e nel 1955 fu distrutta, per poi essere ricostruita dai Bahai.
Nel 1979 fu di nuovo distrutta durante la rivoluzione iraniana e nel 1981 l'area dove sorgeva fu adibita a strada e a pubblica piazza.
Bahá'u'lláh prescrisse, nel Kitáb-i-Aqdas, il pellegrinaggio obbligatorio per i Bahai alla casa del Báb, ma quest'obbligo, tuttavia, non può essere attualmente adempiuto per impossibilità di natura politica.